# Manfred Flöricke
Manfred Flöricke es un deportista brasileño que compite en vela en la clase Soling. Ganó cuatro medallas de plata en el Campeonato Mundial de Soling entre los años 2016 y 2024.

## Palmarés internacional
| Campeonato Mundial | Campeonato Mundial    | Campeonato Mundial | Campeonato Mundial |
| Año                | Lugar                 | Medalla            | Clase              |
| ------------------ | --------------------- | ------------------ | ------------------ |
| 2016               | Kingston (Canadá)     | Medalla de plata   | Soling             |
| 2017               | Muiden (Países Bajos) | Medalla de plata   | Soling             |
| 2019               | La Baule (Francia)    | Medalla de plata   | Soling             |
| 2024               | Hankø (Noruega)       | Medalla de plata   | Soling             |